# Stirling Silliphant
Stirling Silliphant (Detroit, 16 de janeiro de 1918 - Bangkok, 26 de abril de 1996) foi um escritor e roteirista estadunidense. Ele ganhou um Oscar por seu roteiro de No Calor da Noite (1967) estrelado por Rod Steiger e Sidney Poitier.

## Biografia
Nascido em Detroit, Stirling Silliphant cresceu perto de San Diego e formou-se em jornalismo na Universidade do Sul da Califórnia. Ele começou sua carreira como publicitário do Walt Disney Studios, um trabalho que foi interrompido pelo serviço na Marinha durante a Segunda Guerra Mundial.
Depois da guerra, ele trabalhou como publicista na 20th Century Fox em Nova York. Silliphant escreveu e produziu seu primeiro filme, A História de Joe Louis, em 1953. Embora fosse conhecido por seus roteiros de suspense e ação, Silliphant também escreveu o thriller clássico de ficção científica A Aldeia dos Amaldiçoados sobre estranhas crianças alienígenas, Shaft na África, e a comédia do romance autobiográfico de Truman Capote Ensina-me a Viver.
Ele começou a escrever para a televisão em séries populares como Alfred Hitchcock Apresenta, Perry Mason e Alcoa Theatre antes de criar, escrever e produzir Naked City em 1958.